# تصنيف العقارب
تصنيف العقارب يقسم التصنيف هذه المفصليات المفترسة إلى 13 فصيلة موجودة وحوالي 1400 نوع ونوع فرعي موصوف. بالإضافة إلى ذلك، هناك 111 تصنيفًا معروفًا للعقارب المنقرضة. ويستند التصنيف إلى تصنيف سوليجلاد وفِيت (2003)، الذي حل محل التصنيف القديم غير المنشور لمخزون ستوكويل. التغييرات التصنيفية الإضافية هي من الأوراق التي كتبها Soleglad et al. (2005). التصنيف الذي اقترحته Fet and Soleglad في عام 2003 والأوراق اللاحقة لم يتم قبوله عالمياً؛ طعنت بعض السلطات في منهجيتها على أنها غير صالحة. ويعد عقرب «ديث ستوكر» (Deathstalker) أو ما يطلق عليه «عقرب فلسطين الأصفر» (The Palestinian yellow scorpion) من أخطر أنواع العقارب، لكن السم الذي يجعله خطيرا هو نفسه السائل الأغلى في العالم، إذ يبلغ ثمن قطرة أصغر من حبة السكر منه 130 دولارا ، أي أن الغالون الواحد من سم هذا العقرب يساوي 39 مليون دولار.

## التصنيف
- دون رتبة Orthosterni  ريجنالد إنس بوكوك، 1911 
  - رتبة صغيرة Pseudochactida  Soleglad et Fet, 2003 
    - فوق فصيلة Pseudochactoidea  Gromov, 1998 
      - فصيلة Pseudochactidae  Gromov, 1998 

  - رتبة صغيرة Buthida  Soleglad et Fet, 2003 
    - فوق فصيلة عقربيات  كارل لودفيج كوخ، 1837 
      - فصيلة عقربيات  كارل لودفيج كوخ، 1837 (عقربياتs)
      - فصيلة عقربيات  Lourenço, 1996 

  - رتبة صغيرة Chaerilida  Soleglad et Fet, 2003 
    - فوق فصيلة Chaeriloidea  ريجنالد إنس بوكوك، 1893 
      - فصيلة Chaerilidae  ريجنالد إنس بوكوك، 1893 
        - أسرة Chearilinae  ريجنالد إنس بوكوك، 1893 
        - † أسرة Electrochearilinae Fet، Soleglad et Anderson 2004  (منقرضة)

  - رتبة صغيرة Iurida  Soleglad et Fet, 2003 
    - فوق فصيلة عقرب  ريجنالد إنس بوكوك، 1893 
      - فصيلة شقطسية  ريجنالد إنس بوكوك، 1893 
        - أسرة Chactinae  ريجنالد إنس بوكوك، 1893 
          - قبيلة Chactini  ريجنالد إنس بوكوك، 1893 
          - قبيلة Nullibrotheini  Soleglad et Fet, 2003 

        - أسرة Brotheinae  أوجين سيمون (عالم), 1879 
          - قبيلة Belisariini  Lourenço, 1998 
          - قبيلة Brotheini  أوجين سيمون (عالم), 1879 
            - تحت قبيلة Brotheina  أوجين سيمون (عالم), 1879 
            - تحت قبيلة Neochactina  Soleglad et Fet, 2003 

        - أسرة Uroctoninae

      - فصيلة عقيربية  Laurie, 1896 
        - أسرة عقيرباء  Laurie, 1896 
        - أسرة عقيربية  كارل كرايبيلين، 1905 
          - قبيلة Chactopsini  Soleglad et Sissom, 2001 
          - قبيلة Megacormini  كارل كرايبيلين، 1905 

        - أسرة Scorpiopinae  كارل كرايبيلين، 1905 
          - قبيلة Scorpiopini  كارل كرايبيلين، 1905 
          - قبيلة Troglocormini  Soleglad et Sissom, 2001 

      - فصيلة Superstitioniidae  Stahnke, 1940 
        - أسرة Superstitioniinae  Stahnke, 1940 
        - أسرة Typlochactinae  روبرت دبليو. ميتشيل، 1971 

      - فصيلة Vaejovidae  Thorell, 1876 

    - فوق فصيلة Iuroidea  Thorell, 1876 
      - فصيلة Caraboctonidae  كارل كرايبيلين، 1905 (hairy scorpions)
        - أسرة Caraboctoninae  كارل كرايبيلين، 1905 
        - أسرة Hadrurinae  Stahnke, 1974 

      - فصيلة Iuridae  Thorell, 1876 

    - فوق فصيلة شبدعيات  بييار أندريه لاتريل، 1802 
      - فصيلة Bothriuridae  أوجين سيمون (عالم), 1880 
        - أسرة Bothriurinae  أوجين سيمون (عالم), 1880 
        - أسرة Lisposominae  Lawrence, 1928 

      - فصيلة Hemiscorpiidae  ريجنالد إنس بوكوك، 1893 (= Ischnuridae, =Liochelidae) (rock scorpions, creeping scorpions, or tree scorpions)
        - أسرة Hemiscorpiinae  ريجنالد إنس بوكوك، 1893 
        - أسرة Heteroscorpioninae  كارل كرايبيلين، 1905 
        - أسرة Hormurinae  Laurie, 1896 

      - † فصيلة Protoischnuridae Carvalho et Lourenço 2001  (منقرضة)
      - فصيلة شبدعيات  بييار أندريه لاتريل، 1802 (burrowing scorpions or pale-legged scorpions)
        - أسرة Diplocentrinae  Karsch, 1880 
          - قبيلة Diplocentrini  Karsch, 1880 
          - قبيلة Nebini  كارل كرايبيلين، 1905 

        - أسرة شبدعيات  بييار أندريه لاتريل، 1802 
        - أسرة Urodacinae  ريجنالد إنس بوكوك، 1893 

    - فوق فصيلة من العقارب غير محددة
      - † فصيلة Palaeoeuscorpiidae  Lourenço 2003  (منقرضة)

  - رتبة صغيرة من العقارب غير محددة
    - † فصيلة Archaeobuthidae  Lourenço 2003  (منقرضة)
    - † فصيلة Palaeopisthacanthidae  Kjellesvig-Wæring 1986  (منقرضة)
    - † فصيلة Protobuthidae  Lourenço et Gall 2003  (منقرضة)
    - † فصيلة من العقارب غير محددة (تحتوي على أجناس Corniops Jeram 1994; Palaeoburmesebuthus Lourenço 2002; Sinoscorpius Hong 1983).